# Jack Phillips
John George "Jack" Phillips (11 de abril de 1887 – 15 de abril de 1912) fue el radiotelegrafista principal a bordo del RMS Titanic, el famoso trasatlántico británico hundido después de chocar contra un iceberg el 15 de abril de 1912. Phillips es reconocido en su país, Reino Unido, como una persona muy valiente, ya que mientras el barco se hundía y hasta prácticamente el final del naufragio, se mantuvo en su puesto en la sala de comunicaciones enviando mensajes de petición de ayuda a todos los barcos posibles, para que acudieran a rescatar a los pasajeros y a la tripulación, aunque técnicamente y en base a las comunicaciones de la época, fue quien ignoró la advertencia de parte del Californian sobre hielo a los buques cercanos, 40 minutos antes del impacto.

## Primeros años
John George "Jack" Phillips nació en Farncombe, Surrey, Inglaterra, siendo hijo de George Alfred Phillips y de Anne Sanders. Luego de terminar sus estudios en la escuela privada en Godalming, en 1902, Phillips ingresa a trabajar en la oficina postal de esa ciudad, donde aprende telegrafía. Continúa sus estudios telegráficos en la Compañía Marconi de la ciudad de Seaforth, Merseyside, desde marzo de 1906 hasta agosto de ese mismo año.
Luego de terminar todos sus estudios, a la edad de 19 años, Phillips ingresa en la White Star Line donde se le es asignado su primer trabajo en el barco RMS Teutonic. Posteriormente trabajaría en el Campanian, el Corsican, el Victorian, el Pretorian, el Lusitania y el Mauretania. En mayo de 1908, cuando tenía 21 años, es asignado para trabajar en la estación Marconi en Clifden, Irlanda, donde trabajaría hasta 1911. En ese año regresa al Reino Unido ya que es asignado para trabajar en el Adriatic para luego desempeñar sus funciones en el Oceanic, a inicios de 1912.

## RMSTitanic

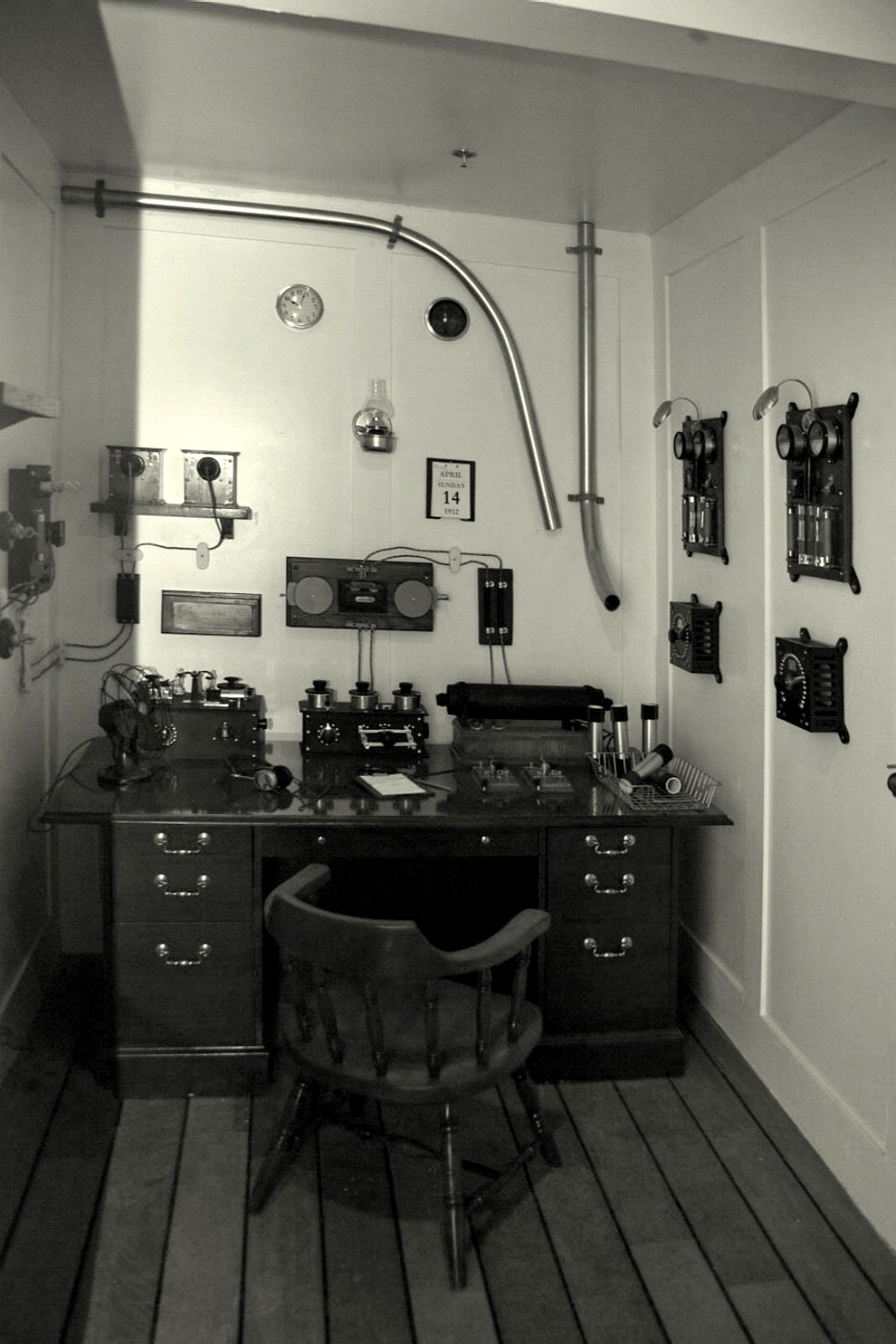
Recreación del cuarto Marconi del RMS Titanic.

En marzo de 1912, cuando tenía 24 años, Phillips se instala en Belfast, Irlanda del Norte, Reino Unido, para abordar el RMS Titanic como el telegrafista principal del buque, donde tendría como compañero a Harold Bride, segundo telegrafista. El RMS Titanic partió de Southampton, Inglaterra el 10 de abril de 1912 hacia Nueva York. Mientras viajaban, Phillips y Bride habían recibido varias alertas de iceberg, enviadas por otros barcos, las cuales se las entregaban al capitán, Edward John Smith, o al primer oficial, William McMaster Murdoch. El día posterior a zarpar, Phillips festejaría junto a la tripulación sus 25 años.
En el atardecer del 14 de abril de 1912, Phillips estaba muy ocupado enviando mensajes personales de los pasajeros hacia Cape Race, Terranova, que se habían acumulado del día anterior, cuando la radio estaba dañada. Poco después de las 21:30 de esa noche, Phillips recibió una alerta de hielo por parte del barco de vapor Mesaba y que decía que los hielos se interponían en el camino del Titanic, pero Phillips ignoró los mensajes del Mesaba y continuó enviando mensajes a Cape Race. El operador del Mesaba, esperó que Phillips le contestara pero Phillips continuó trabajando en las cartas para Cape Race. La alerta que el Titanic había recibido era una muy importante, pero por razones desconocidas, las alertas nunca fueron entregadas al puente de mando.
A las 23.00, Phillips vuelve a ser interrumpido por otro buque, ahora por el SS Californian de la Leyland Line. El único operador del Californian, Cyril Evans, había reportado que habían sido detenidos y rodeados por el hielo aproximadamente a las 22.00 y le siguió enviando mensajes, el último fue enviado a las 23.00 e informaba de grandes témpanos en la ruta, los que sonaban muy fuerte en los oídos de Phillips, por lo que en un momento éste, muy irritado, le responde: ¡Cállese!, ¡cállese!, ¡estoy trabajando con Cape Race!. Mientras Phillips seguía trabajando con las cartas para Cape Race, Evans esperó un rato la contestación de éste hasta que se fue a dormir, apagando el equipo a las 23:30.
A las 23:40 de aquella noche, el Titanic chocó contra un iceberg y comenzó a hundirse. Harold Bride despertó y se preparaba para relevar a Phillips cuando el capitán Edward John Smith entró en la oficina de comunicaciones y le pidió a Phillips que enviara un CQD, alerta de ayuda, a todos los barcos posibles. Poco después de la medianoche, el capitán Smith vuelve al cuarto y les repite que envíen mensajes de ayuda con la posición del Titanic. Phillips seguía enviando mensajes de CQD, mientras que Bride le entregaba a Smith los mensajes sobre las naves que venían en ayuda del Titanic. En un momento bromeando le dice a Bride que envíe señales de S.O.S ya que era la nueva señal de auxilio, por lo que Bride le repite "Envía SOS, es la nueva señal, envíala ahora, puede ser la última oportunidad que tengas de enviarla". Luego del desastre, se desarrolló un mito sobre que esa llamada de S.O.S había sido la primera de la historia en este nuevo sistema, pero luego se supo que otros barcos ya lo habían usado previamente.
El RMS Titanic logró comunicarse con 5 buques, el RMS Olympic, el Mount Temple, el RMS Carpathia, y otros dos más lejanos, el más esperanzador era el Carpathia a 58 millas de distancia. 
Luego de ausentarse unos minutos, Phillips regresa al cuarto y le informa a Bride que la parte delantera de la nave está inundada. A las 2:00, Bride comenzó a conseguir ropas y salvavidas para ambos mientras que Phillips regresó al telégrafo para seguir enviando señales de S.O.S. La energía del telégrafo ya estaba casi a punto de terminarse, aproximadamente a las 2:10, cuando el capitán Smith llegó al cuarto y les dijo a Phillips y a Bride que ya habían cumplido con su deber y que dejaran sus puestos e intentaran salvarse.
El capitán Smith acotó - "Es así como hay que hacerlo en estos casos"-.
Hasta ese momento, Philips había tenido contacto con no menos de 7 barcos, de los cuales solo el RMS Carpathia era la mejor esperanza. El SS Californian era el más cercano, pero debido a las poco afortunadas respuestas de Phillips a Cyril Evans, operador del Californian, cuando aproximadamente a las 22.00 intentaba comunicarle de hielo en el camino optó por apagar el marconi. Esto resultó fatal para los pasajeros del Titanic.
Bride recordó luego que Phillips pese a esta opción que les daba Smith de salvarse, continuó trabajando. El trabajo terminó cuando el dínamo generador se descargó. Mientras el cuarto se inundaba, un miembro desconocido de la tripulación intentó robarle el salvavidas a Phillips, pero Bride se dio cuenta, lo agarró, y Phillips lo noqueó de un golpe.
El agua comenzaba a inundar la cubierta del barco y también la sala de comunicaciones, por lo que ambos decidieron salvarse, dejando al frustrado ladrón del salvavidas inconsciente en el piso. Bride se dirigió hacia la parte delantera del barco y Phillips a popa. Luego, Phillips se subió a un bote salvavidas, pero éste volcó y él cayó a las heladas aguas del Atlántico. El exhausto Phillips no aguantó la noche y pereció en el naufragio. Posteriormente hubo cierta polémica acerca de sus momentos finales y su muerte, ya que algunos testigos dijeron haberlo visto en el bote, contrastando con la declaración de Bride que declaró nunca haberlo visto subido al mismo. Tras el desastre, Harold Bride dijo que Phillips debería ser considerado un héroe británico, por sus esfuerzos en contactar con otros barcos para lograr la ayuda al Titanic.

## Convenio SOLAS
Los hechos acaecidos con el Titanic fueron analizados por la OMI dando origen al Convenio Internacional para la Seguridad de la Vida en el Mar o SOLAS (acrónimo de la denominación inglesa del convenio: "Safety of Life at Sea") , cuya primera versión se emitió en 1914. 
El Convenio SOLAS es el más importante de todos los tratados internacionales sobre la seguridad de los buques.